# Рачинский, Роджер Маурыцы
Роджер Маурыцы Рачинский  (пол. Roger Maurycy Raczyński; 7 декабря 1820, Вроцлав — 24 февраля 1864, Париж) — польский граф, общественный деятель и публицист.

## Биография
Представитель польского дворянского рода Рачинских герба «Наленч». Единственный сын графа Эдварда Рачинского (1786—1845) и Констанции Потоцкой (1781—1852). После окончания рыцарской академии в Легнице с 1839 году учился в Берлинском университете, где изучал право, историю и философию. После сдачи экзаменов в течение некоторого времени он работал адвокатом в немецком верховном суде. Затем граф Рачинский совершил путешествие по Европе, посетив Германию, Францию и Италию.
В начале 1845 года Роджер Маурыцы вернулся в Польшу. Это было связано с самоубийством своего отца и необходимостью наследования имущества Рачинских. Во время Весны Народов граф Рачинский был членом польской депутации к правительству в Берлине, а после начала восстания, чтобы получить поддержку среди крестьян, Роджер Маурыцы отменил арендную плату для крестьян в своих имениях, а вдовам погибших обещал поддержку. В апреле 1848 года граф Рачинский был членом делегации Национального Комитета в Познани на переговорах с представителями австрийских поляков, которые происходили в Кракове и Вене. После раскола левых группировок 27 мая граф Рачинский вместе с Карлом Либельтом и Енджеем Морачевским создал триумвират диктаторов восстания. После подавления восстания он написал открытое письмо к Арнольду Руге «Wer hat die Freiheit verrathen, die Slaven oder die Germanen?», опубликованное еще в 1848 году в Берлине.
В 1849—1850 годах Роджер Маурыцы Рачинский работал в качестве члена делегации Польской Лиги, где руководил отделом промышленности и торговли. Он также был одним из спонсоров познанского Общества Поддержки Науки и польской школы в Париже. В 1845—1864 годах он занимал должность куратора Библиотеки Рачинских в Познани, основанной его отцом. В 1855 году граф Рачинский был избран членом прусского сейма, но через некоторое время отказался от мандата. В 1857 году он стал одним из соучредителей Познанского Общества Друзей Наук и его вице-президентом. Работы графа Рачинского по философии и политике, написанные на французском языке, никогда не опубликовывались самим автором.
В 1863 году граф Рачинский сотрудничал с Яном Дзялынским и оказывал помощь участникам Польского восстания. Рачинский отвечал за покупку оружия. Оказал финансовую помощь повстанцам на сумму 0,5 миллиона злотых. В связи с угрозой ареста граф Рачинский уехал во Флоренцию, а затем в Париж, где и скончался. Его тело было захоронено в имении Рогалин.

## Личная жизнь
В 1840-х годах у графа Роджера Рачинского был роман с княгиней Зинаидой Голынской (Любомирской) (1820—1893), супругой князя Казимира Анастасия Любомирского (1813—1871). Когда княгиня забеременела и стало ясно, что ребенка не признает её законный супруг, граф Роджер заключил фиктивный брак с Марией Готшалль. Последняя согласилась признать ребенка как своего собственного, но с условием пожизненной пенсии и отсутствия обязанностей по уходу за ним. Официально сын графа Роджера Рачинского и княгини Зинаиды Любомирской, Эдвард Александр Рачинский (1847—1926), фигурировал как сын Марии Готшалль.
Роджер Маурыцы Рачинский был дважды женат. 10 апреля 1850 года он женился первым браком на Марии Эрнестине Готшалль (1822—1851), от брака с которой у него не было детей.
1 февраля 1862 года он вторично женился на Констанции Лахман (1834—1874), дочери российского генерала Юрия Юрьевича Лахмана (1800—1840) и графини Терезы Потоцкой (1805—1868). Второй брак также был бездетным.